# Кам'янка-Бузька (станція)
Ка́м'янка-Бу́зька — пасажирський залізничний зупинний пункт (з 2015 року — парк станції Сапіжанка) Львівської дирекції Львівської залізниці на лінії Підзамче — Ківерці між станцією Сапіжанка (2,7 км) та зупинним пунктом Селець-Беньків (10,8 км). Розташований в однойменному місті Львівського району Львівської області.

## Пасажирське сполучення
На зупинному пункті Кам'янка-Бузька зупиняються лише приміські поїзди.
| Рух поїздів по станції Кам'янка-Бузька |                     | |
| №                                      | Маршрут сполучення  | Періодичність курсування |
| Приміські поїзди                       |                     | |
| 6051                                   | Стоянів — Львів     | Щоденно |
| 6052                                   | Львів — Стоянів     | Щоденно |
| Скасовані приміські поїзди             |                     | |
| 667/668                                | Ковель — Чернівці   | Скасований з 18 березня 2020 року                                                                                            |
| 701/702                                | Луцьк — Чернівці    | Скасований |
| 807/808 «Прикарпатський експрес»       | Ківерці — Коломия   | Скасований, курсував щоденно з 21 грудня 2021 року. Нині маршрут руху поїзда з Коломиї скорочений до станції Львів           |
| 6379/6380                              | Сапіжанка — Ківерці | Скасований, натомість маршрут поїзда скорочений до станції Стоянів і подовжений до Львова, з призначенням поїзда № 6051/6052 |
| 7003/7004                              | Львів — Ківерці     | Скасований, раніше курсував як регіональний поїзд № 812/811, скасований через пандемію COVID-19 з 18 березня 2020 року       |

З січня 2019 року призначався за приміським тарифом прискорений регіональний поїзд Ківерці — Львів (зупинявся лише на станціях Луцьк, Радехів, Кам'янка-Бузька, Сапіжанка, Підзамче). Продаж квитків здійснювався у приміських касах.
З 6 травня 2021 року подовжувався маршрут руху регіональному поїзду № 701/702 «Обрій» до станції Луцьк, через руйнування автомобільного мосту біля Кам'янки-Бузької та зменшення заторів, з метою розвантажити автошлях національного значення Н17.
З 21 грудня 2021 року призначався регіональний поїзд № 807/808 «Прикарпатський експрес» сполученням Ківерці — Коломия, що сполучав три обласних центра Луцьк, Львів та Івано-Франківськ (нині маршрут руху поїзда скорочений до станції Львів).